# Pseudocalanus minutus
Pseudocalanus minutus är en kräftdjursart som först beskrevs av Henrik Nikolai Krøyer 1845.  Pseudocalanus minutus ingår i släktet Pseudocalanus och familjen Clausocalanidae. Arten är reproducerande i Sverige. Inga underarter finns listade i Catalogue of Life.